# Plešuća kuća
Plešuća kuća (češki: Tančící dům) je nadimak koji je dat zgradi osiguravajućeg društva Nationale Nederlanden u centru Praga, u Češkoj na adresi Rašínovo nábřeží 80, 120 00 Praha 2. Zgradu je projektirao češki arhitekt hrvatskog podrijetla Vlado Milunić u suradnji s kanadskim arhitektom Frankom Gehryom na slobodnom dijelu obale rijeke gdje su tijekom Drugog svjetskog rata nalazila zgrada koja je uništena u bombardiranju Praga 1945. godine. 

Sama zgrada je dizajnirana 1992. godine a izgrađena tijekom 1996. godine
Sredinom osamdesetih godina Milunić je dobio angažman i od tadašnjeg vodećeg češkog disidenta i svog nekadašnjeg susjeda Václava Havela koji ga je 1986. zamolio da mu projektira podjelu stana kojeg je s bratom naslijedio poslije smrti roditelja. Projektirati stan „državnom neprijatelju broj jedan“ nije moglo proći bez posljedica pa je Milunića često saslušavala tajna policija, no ni on ni Havel nisu posustajali duhom. Milunić je Havelu u šali dnevni boravak od njegovog radnog stola odijelio rešetkom i skromnim ležajem kako zbog čestih boravaka u zatvoru ne bi kod kuće imao šokove, a u jednom razgovoru dotakli su se i susjedne prazne parcele na uglu Rašínove obale i Jirásekova trga na kojoj je nekad bila stambena zgrada srušena u američkom bombardiranju Praga 1945. Milunić i Havel maštali su o tome kako bi se na toj parceli mogla izgraditi zgrada s kulturnim sadržajima (knjižnicom, kazalištem i kavanom) koja bi nastavila niz važnih kulturnih objekata koji se protežu uzduž Vltave. 
U studenom 1989. Baršunastom revolucijom oboren je komunistički režim, a Havel je postao predsjednik Čehoslovačke pa se i ta ideja mogla početi ostvarivati. Kad ga je posjetio direktor praškog stambeno-komunalnog poduzeća kako bi razgovarali o povratu njegove obiteljske kuće, Havel je spomenuo da je 1986. s Milunićem razmišljao o tome da se na susjednoj praznoj parceli sagradi zgrada s kulturnim sadržajima.  Direktor nije dugo čekao te je Miluniću i službeno poslao narudžbenicu. 
Ideja za zgradu nalik na plesni par rodila se postupno – Milunić je najprije razmišljao o zgradi s kupolom nalik na raspuklu ljusku graha, o zgradi sa spuštenom crvenom zavjesom (ili gaćama), kao simbolom „striptiza“ totalitarnog režima te o „Zgradi slobode“ s likom mlade djevojke kao simbolom revolucije („Čehoslovačka Ivana Orleanska). 
Kad je Milunić javnosti predstavio svoju ideju izazvao je negativnu reakciju javnosti, uključujući i stručnjake, koji nisu bili spremni prihvatiti ovako smjeli arhitektonski projekt u historicističkom dijelu Praga. Plešuća kuća koja se međutim svidjela Pavelu Kochu, zastupniku nizozemske tvrtke Nationale Nederlanden koja je pristala biti investitor izgradnje. Kao rješenje za neutralizaciju negativnih reakcija pojavila se ideja da se široj javnosti nedovoljno poznatom Miluniću kao autor Kuće pridruži neki slavni svjetski arhitekt. Koch je najprije kontaktirao svog prijatelja, francuskog arhitekta Jeana Nouvela koji je suradnju odbio s obrazloženjem da je parcela premala za dvojicu arhitekata i jer je vidio da Milunić već ima gotov koncept i maketu zgrade. Kao drugo rješenje pojavio se Frank Gehry iz Los Angelesa koji se igrom slučaja u veljači 1992. zatekao u Ženevi kao član žirija jednog natječaja. Kad je Milunić Gehryju pokazao svoje crteže, on je shvatio njegovu koncepciju i prihvatio suradnju. Navodno je presudno bilo to što je Gehry kao Kanađanin bio veliki ljubitelj hokeja i češkog hokejaša Jaromíra Jágra te je rekao: „Za zemlju koja je Americi dala Jaromíra Jágra učinit ću sve“. 
Suprotno prvobitnoj ideji, umjesto zgrade namijenjene kulturi postala je poslovna zgrada s uredima i restoranom na posljednjem katu. Na njenoj terasi nalazi se metalna konstrukcija nazvana Meduza. Kuća i njeni autori dobili su niz priznanja, a američki časopis Time proglasio ju je 1996. zgradom godine.
Izvorno nazvana  Fred and Ginger (po Fredu Astaireu i Ginger Rogers – čuvenom plesačkom paru) zgrada se uzdiže između baroknih, gotičkih i Art Nouveau građevina po kojima je Prag poznat. 

## Zanimljivosti
Od strane nekih ljudi zgrada je nazivana i  "Pijanom kućom".
Na vrhu zgrade se nalazi restoran francuske kuhinje s očaravajućim pogledom na grad Prag. Ostatak zgrade udomljava nekoliko multinacinalnih tvrtki. 

## Vanjske poveznice
- 360° Panoramske fotografije Plešuće kuće  Arhivirana inačica izvorne stranice od 28. ožujka 2008. (Wayback Machine)
- Plešuća kuća u Pragu by Frank Gehry
- Radio Prague članak s Vladom Milunićem
- Restoran na Plešućoj kući